# Weyler
Weyler (Luxemburgs: Weller) is een plaats op 4 km van Aarlen in de Belgische Provincie Luxemburg. De plaats ligt bij de kruising van de N81 met de A4/E25/E411.

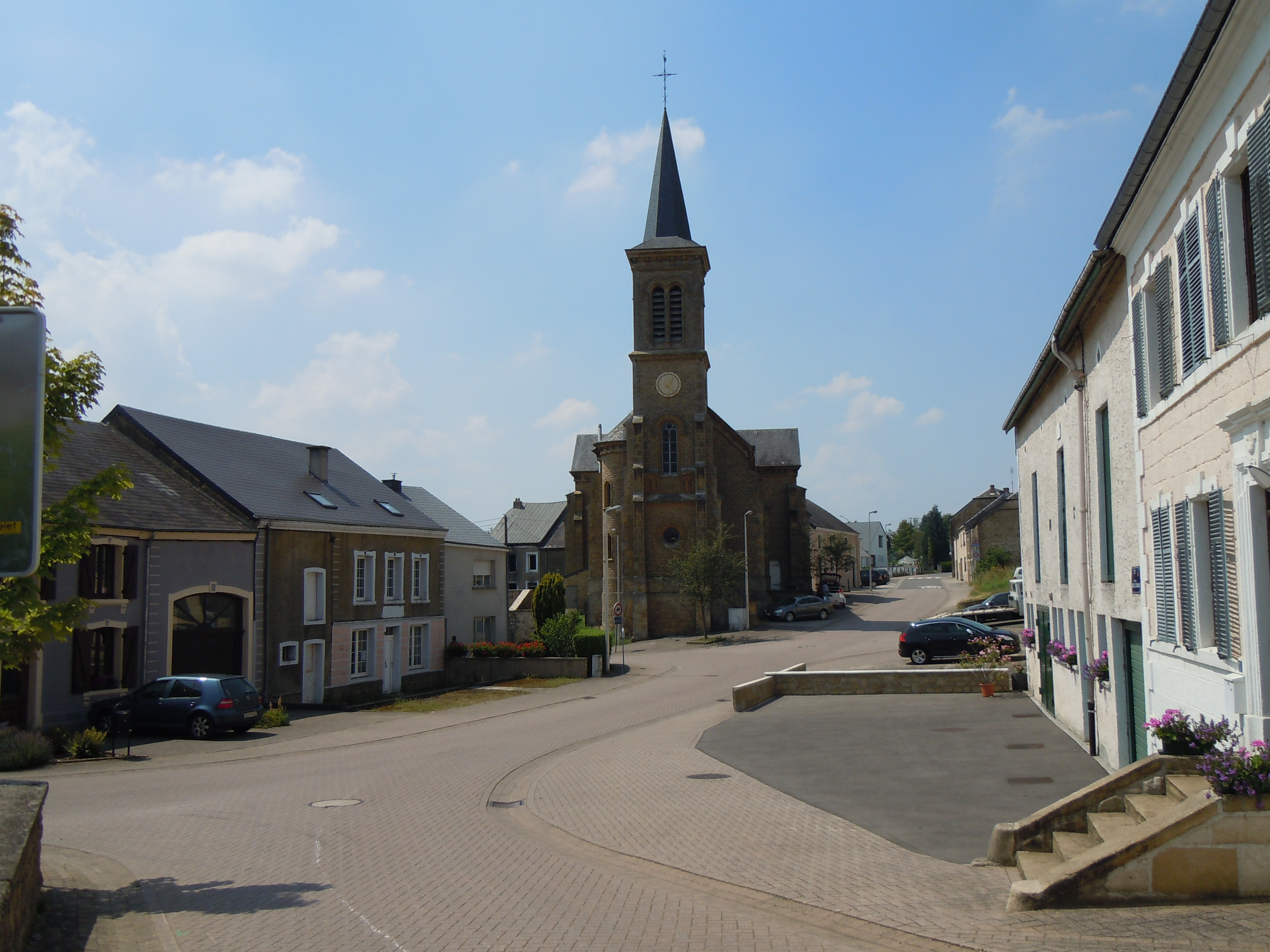
De kerk van Weyler

Deelgemeenten: Aarlen · Autelbas-Barnich · Bonnert · Guirsch · Heinsch · Toernich

Overige kernen: Autelhaut · Barnich · Clairefontaine · Fouches · Frassem · Freylange · Heckbous · Rosenberg · Sampont · Schoppach · Sesselich · Seymerich · Stehnen · Sterpenich · Stockem · Udange · Viville · Waltzing · Weyler · Wolberg

Belgische gemeenten · Arrondissement Aarlen · Luxemburg · Wallonië